# Villamejil
Villamejil és un municipi de la província de Lleó a la comunitat autònoma de Castella i Lleó. Forma part de la comarca de Tierra de Astorga. Inclou les localitats de:
- Castrillo de Cepeda.
- Cogorderos.
- Fontoria de Cepeda.
- Revilla.
- Quintana de Fon.
- Sueros de Cepeda.
- Villamejil.

## Demografia
| 1991  |  | 1996  |  | 2001 |  | 2004 |
| ----- |  | ----- |  | ---- |  | ---- |
| 1.144 |  | 1.024 |  | 983  |  | 894  |